# Traumbild 2
 Traumbild 2 ist eine Komposition von Johann Strauss Sohn (ohne Opus-Nummer). Datum und Ort der Uraufführung sind nicht überliefert.